# غايناكس
غايناكس (بالإنجليزية: Gainax)‏ هو ستوديو أنمي ياباني. تأسس في 24 ديسمبر 1984. يقع مقره في ميتاكا، طوكيو. تم تأسيسه بواسطة هيدياكي أنّو، يوشيوكي ساداموتو، شينجي هيغوتشي.

## أعمال
- الماسة الزرقاء
- نيون جينيسيس إيفانجيليون
- كاري كانو
- هذا هو سيدي (2005)
- حرب السحر

## وصلات خارجية
- غايناكس على موقع ديسكوغز (الإنجليزية)
- غايناكس على موقع ANN company (الإنجليزية)

- الموقع الإلكتروني